# كفاءة هامشية لرأس المال
الكفاءة الهامشية لرأس المال (بالإنجليزية: Marginal efficiency of capital، تُعرف اختصارًا بـ MEC)، هي معدل الخصم الذي سيعادل سعر أصل رأس المال الثابت مع القيمة الحالية المخصومة للإيرادات المتوقعة.
تم تقديم مصطلح "الكفاءة الهامشية لرأس المال" من قبل جون ماينارد كينز في نظريته العامة، وتم تعريفه على أنه "معدل الخصم الذي سيجعل القيمة الحالية لسلسلة المعاشات السنوية الناتجة عن العوائد المتوقعة من الأصول الرأسمالية خلال حياته" فقط يساوي سعر العرض".
الكفاءة الهامشية لرأس المال هو صافي معدل العائد المتوقع من شراء رأس مال إضافي. يتم حسابها على أنها الربح الذي من المتوقع أن تجنيه الشركة بالنظر إلى تكلفة المدخلات واستهلاك رأس المال. يتأثر بالتوقعات حول تكاليف المدخلات والطلب في المستقبل. هذه الكفاءة والإنفاق الرأسمالي هي العناصر التي تأخذها الشركة في الاعتبار عند اتخاذ قرار بشأن مشروع استثماري.
يجب أن تكون الكفاءة الهامشية لرأس المال أعلى من سعر الفائدة ، r ، حتى يتم الاستثمار. ويرجع ذلك إلى أن القيمة الحالية PV للعوائد المستقبلية لرأس المال يجب أن تكون أعلى من تكلفة رأس المال ، C k . يمكن التعبير عن هذه المتغيرات على النحو التالي:
- {\displaystyle PV=\sum _{i=1}^{n}{\frac {R_{i}}{(1+r)^{i}}},} حيث n هي عدد السنوات التي يكون خلالها رأس المال منتجًا، و R i هو صافي العائد في السنة i ؛
- {\displaystyle C_{k}=\sum _{i=1}^{n}{\frac {R_{i}}{(1+MEC)^{i}}},} حيث C k هي نفقات رأس المال الأولية؛ تحدد هذه المعادلة الكفاءة الهامشية لرأس المال.

وبالتالي، من أجل الاستثمار ، من الضروري أن يكون PV > C k ؛ أي MEC > r. ونتيجة لذلك، تم العثور على علاقة عكسية بين سعر الفائدة والاستثمار (أي: معدل فائدة أعلى يولد استثمارًا أقل).
مع وجود المفوضية الأوروبية وفقًا لبنك البيانات "AMECO" (البيانات الاقتصادية الكلية السنوية)، يتم تعريف الكفاءة الهامشية لرأس المال على أنها "التغيير في الناتج المحلي الإجمالي بأسعار السوق الثابتة للسنة T لكل وحدة من إجمالي تكوين رأس المال الثابت بالأسعار الثابتة للسنة T-.5 [أي متخلفة عن نصف عام].

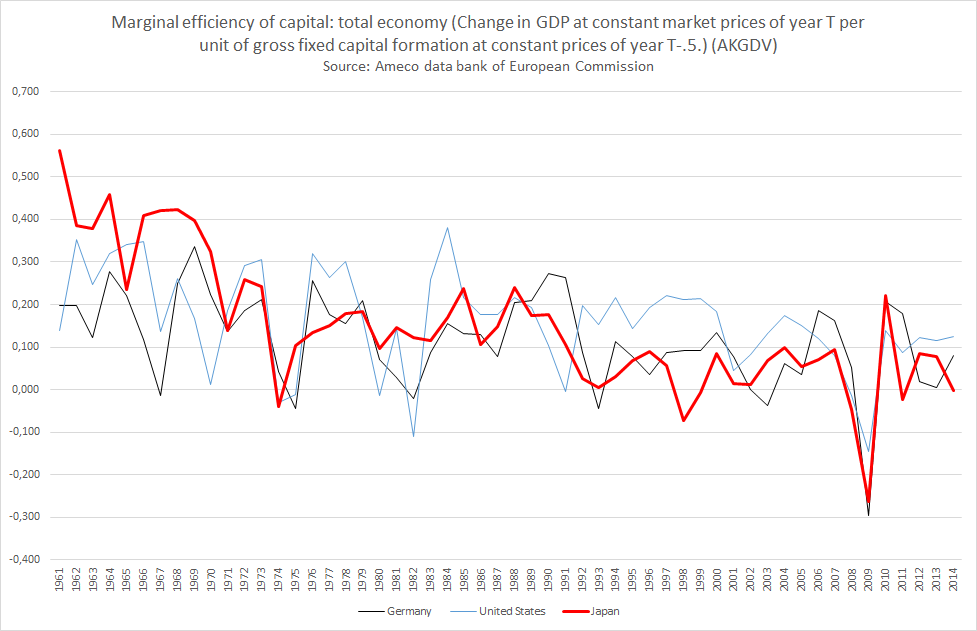
الكفاءة الهامشية لرأس المال على النحو المحدد في بنك البيانات Ameco التابع للمفوضية الأوروبية لألمانيا والولايات المتحدة واليابان.